# La Daguenière
La Daguenière ist eine Ortschaft und eine Commune déléguée in der französischen Gemeinde Loire-Authion mit 1.315 Einwohnern (Stand 1. Januar 2022) im Département Maine-et-Loire in der Region Pays de la Loire. Die Einwohner werden Daguenais genannt.
Mit Wirkung vom 1. Januar 2016 wurden die Gemeinden Andard, Bauné, La Bohalle, Brain-sur-l’Authion, Corné,  La Daguenière und Saint-Mathurin-sur-Loire zu einer Commune nouvelle mit dem Namen Loire-Authion zusammengelegt. Die Gemeinde La Daguenière gehörte zum Arrondissement Angers und zum Kanton Angers-7.
La Daguenière liegt etwa sieben Kilometer ostsüdöstlich des Stadtzentrums von Angers an der Loire.

## Bevölkerungsentwicklung
| 1962                       | 1968 | 1975 | 1982 | 1990 | 1999 | 2006 | 2013 |
| -------------------------- | ---- | ---- | ---- | ---- | ---- | ---- | ---- |
| 671                        | 630  | 690  | 1061 | 1196 | 1246 | 1285 | 1285 |
| Quellen: Cassini und INSEE |      |      |      |      |      |      |      |

## Sehenswürdigkeiten
- Kirche Saint-Blaise-Saint-Nicolas aus dem 19. Jahrhundert
- Windmühle Les Grand-Champs aus dem 18. Jahrhundert

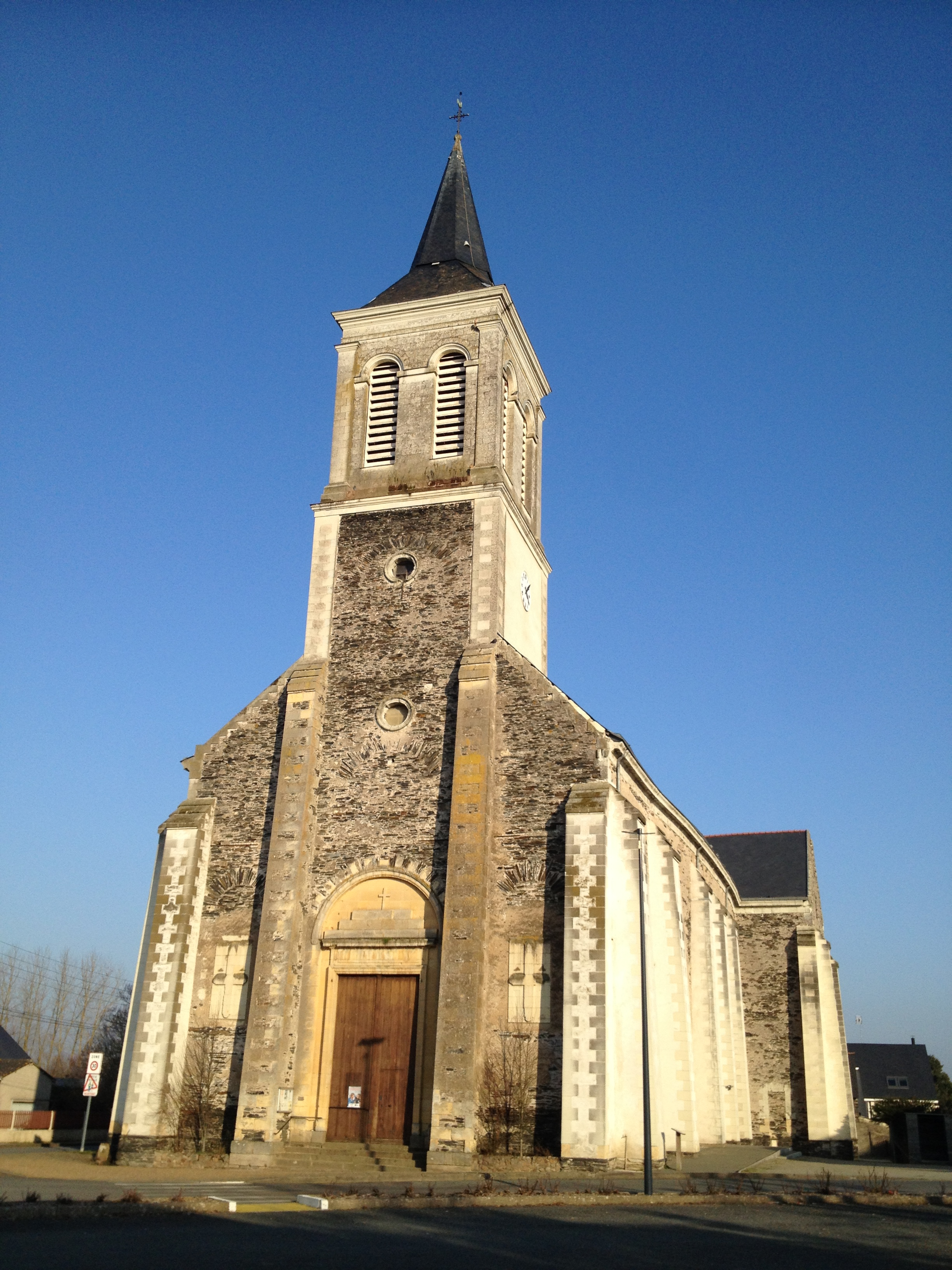
Kirche Saint-Blaise-Saint-Nicolas